# Karo (grupa etniczna)

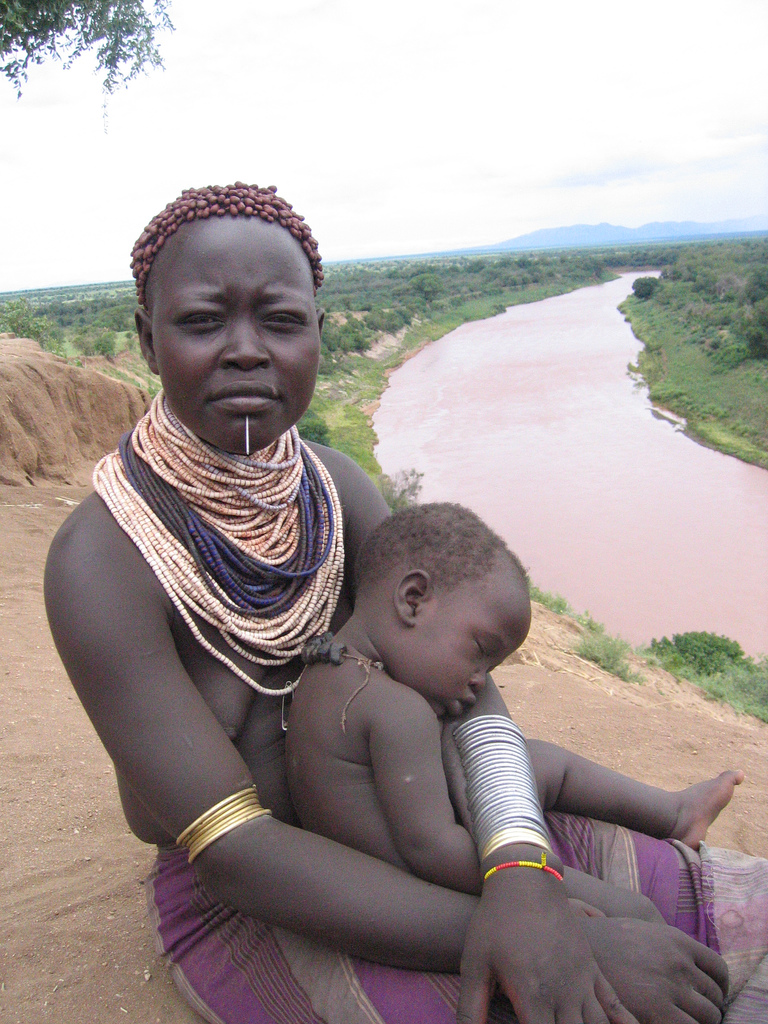
Kobieta z plemienia Karo z dzieckiem

Karo albo Kara – jeden z ludów omockich. Zamieszkuje dolinę Omo w Etiopii. 
Najprawdopodobniej jest to najmniejsza grupa etniczna nie tylko w dolinie Omo, ale i w całej Etiopii. Jego liczebność to około tysiąca osób, plemię zamieszkuje podobno tylko trzy wioski i jest zagrożone wyginięciem.
Karo wyróżniają się różnobarwnymi wzorami, którymi przyozdabiają ciała, najczęściej za pomocą kolorowej glinki. Zdobienia u mężczyzn są bogatsze niż u kobiet. Lud Karo inspiruje się przede wszystkim naturą. Jest najmniejszą grupą etniczną Etiopii - zamieszkuje 3 wioski. Członkowie tego plemienia słyną również z przekłuwania dolnej wargi. Młodym kobietom nacina się skórę w różnych miejscach ciała, po czym naciera się rany tłuszczem i niekiedy zasypuje się je popiołem. Blizny powstałe na skutek tego zabiegu są symbolem dojrzałości i przynależności do grupy, uznawane są wśród ludu Karo za symbol atrakcyjności. Mężczyźni również nacinają swoją skórę, żeby pokazać swoją odwagę, a także podkreślić liczbę zabitych wrogów.
Nad Omo bydło i kozy są tożsame z bogactwem i prestiżem społecznym. Jeżeli mężczyzna nie posiada swojego stada nie może się ożenić, bo nie ma czym zapłacić za żonę. W czasie suszy panuje głód, wówczas można krowę sprzedać na targu i kupić zboże lub ściągać krew i mleko i w ten sposób przeżyć najtrudniejszy okres.
Poza krowami i kozami, które są tutaj niezwykle ważne, ale niezwykle trudne w utrzymaniu ze względu na muchy tse-tse, podstawą utrzymania są pola uprawiane dzięki Omo. W porze obfitych opadów rzeka niesie ogromne masy wody, które spływają do niej z okolicznych gór i centralnej wyżyny. Nadmiar wody zalewa brzegi i w ten sposób nawadnia i użyźnia znajdujące się tutaj pola. Ludzie Karo wychodzą wówczas na użyźnione pola i patykami robią w błocie małe dziurki w które następnie wrzucają ziarenka kukurydzy lub sorgo. Robią to tak samo od wieków, bo ta technika była już stosowana w starożytnym Egipcie na polach nad Nilem. 